# Осетеново
Осетѐново е село в Южна България. То се намира в община Павел баня, област Стара Загора.

## География
Село Осетеново се намира в планински район, има жп спирка по линията Карлово-Тулово. В селото има микро-язовири – Сипея, Беджа.

## История
Село Осетеново е разположено в долината между Стара планина и Средна гора, наречена още „Розовата долина“. То е съществувало още през римско време. Тогава е било разположено в полите на Стара планина. Доказателство за това са останките от крепостни стени в местността „Калето“. След римския период, селото се премества в долината по поречието на река Тунджа. По време на османската власт селото се е наричало Доймушларе. Има една легенда, която разказва как се е създало името на селото, и тя е следната: По време на османската власт е имало един областен управител (валия), който постоянно ядял и никога не можел да усети, че се е нахранил. Един ден той решил да обходи владенията си и когато стигнал селото, усетил, че се е нахранил и казал: „доймуш“, което на турски означава „усещам“ (нахраних се). Така нарекли и селото Доймушларе, преведено на български Осетеново. До Съединението от 1885 г. селото си останало чисто турско, след което от изселващи се турци калоферецът Димитър Силейменов си закупил имот в селото, но не живеел постоянно в него, а си прихождал в Калофер. Година по-късно имоти в селото си купили и Димитър Пиронков и Димитър Бизов от Дъбене, и така трите семейства на Димитровците се заселили за постоянно. След тях в началото на ХХ век дошли и се заселили и семействата на Колю Колев от Бегунци, Георги Джемерски от Ръжево, а след Балканските войни от 1912/13 г. дошли със семействата си и Стойо Карчев от Домлян и братя Кирови от Войнягово, които довели за период от 20-ина години още 14 семейства от Войнягово, а именно: 1) на Петко Петров Топалов (Щандарта); 2) на Иван Ганчев Панчалиев и на сина му Ганчо Ив. Панчалиев; 3) на братята Ганчо, Георги, и Иван Колеви Буюклиеви; 4) на Минчо Ив. Танковски (Комитата) и на сина му Иван Минчев; 5) на братята Тоню и Стойно Топови и на племенника им Колю Маринов Топов. По тези причини Войнягово може да се смята за „метрополия“ на Осетеново.
Селото е с големи традиции в отглеждането на маслодайна роза, лавандула, мента, маточина и други билки. Има добри условия за развитие на селски туризъм.